# Ponte della tramvia
Il ponte della tramvia è un ponte di Firenze a servizio della linea 1 della tramvia di Firenze.
Attraversando il fiume Arno, unisce piazza Paolo Uccello con viale Stendhal. Il ponte è stato costruito per permettere l'attraversamento del fiume alla linea 1 della tramvia di Firenze e, oltre al tram, ne è consentito l'accesso ai pedoni e alle biciclette. È sicuramente l'opera più significativa da un punto di vista ingegneristico della linea T1. 

## Caratteristiche tecniche
Il ponte della tramvia è un viadotto a due vie lungo 124 metri, di fattura moderna, il cui impalcato, in acciaio COR-TEN , ha una larghezza massima di 22,80 metri alle spalle e di 14,70 al centro. La struttura si sorregge su due piloni di cemento armato. La parte centrale dedicata al tram è larga 8 metri, ai lati della quale sono presenti due percorsi pedonali e ciclabili.

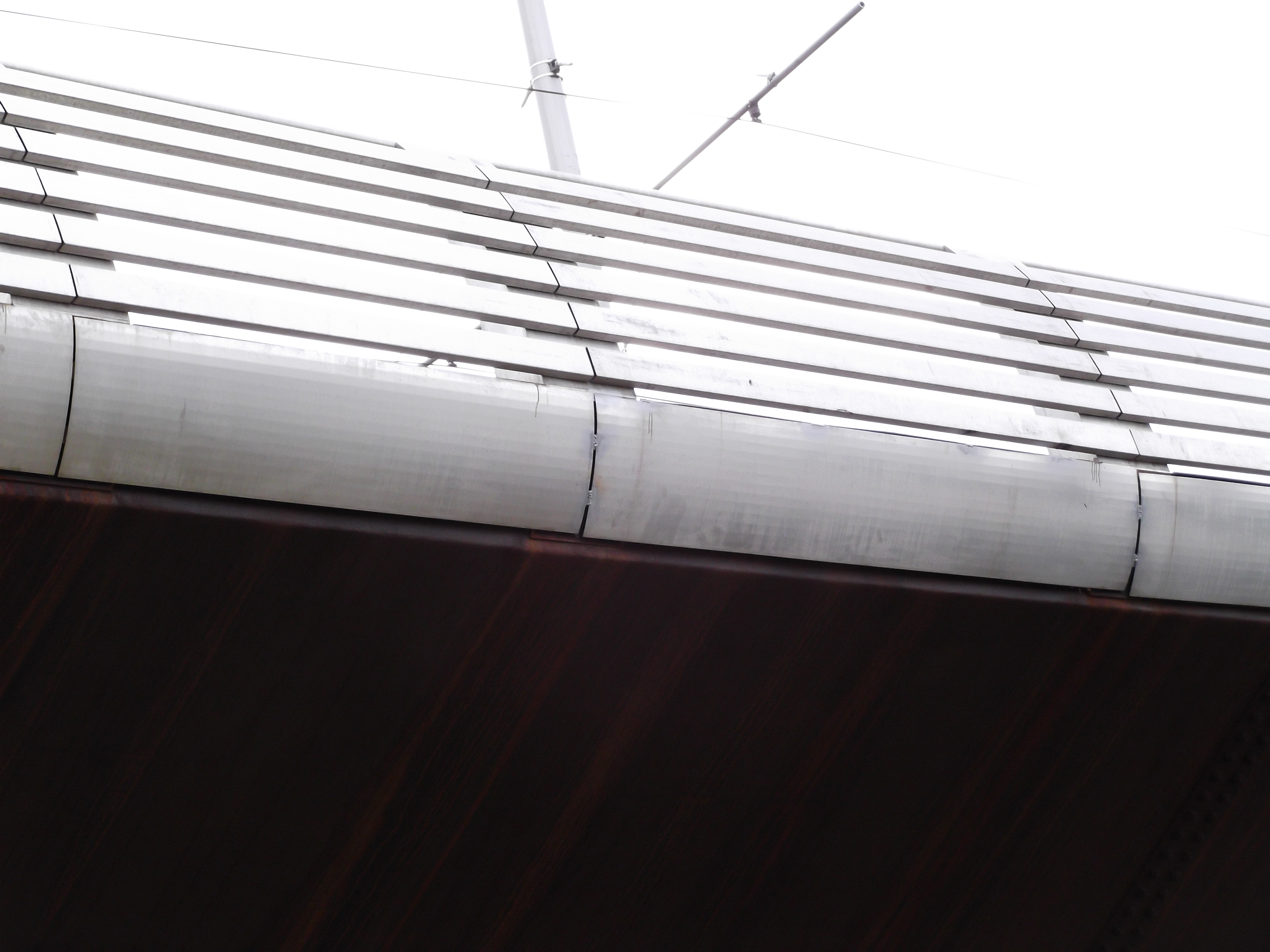
Particolare delle placche metalliche del ponte